# 骷髏貓熊海鞘
骷髏貓熊海鞘（學名：Clavelina ossipandae）是簇海鞘科簇海鞘屬的一種海鞘。該物種因其酷似骨骼及大貓熊頭部的外觀而在網路上引發關注。

## 命名
骷髏貓熊海鞘最早在2017年時被發現，於2024年2月被日本學者正式描述、命名。種小名ossipandae中，ossis在拉丁文中代表骨頭，pandae則是貓熊。

## 特徵
骷髏貓熊海鞘是一種小型群體被囊動物，每個群落由一到四個個蟲組成。單個個蟲的平均體長約15毫米。

## 分布
該物種分布於日本沖繩久米島海岸附近5～10米深的水域中。